# 呉恵美子
呉 恵美子（くれ えみこ、1948年7月10日 - ）は、日本の女優。秋田県平鹿郡浅舞町出身。
本名は荒川 恵美子（旧姓：呉恵美子）。血液型O型。
2012年まで飲食店「くれたんぼ」を経営していた。

## 出演作品

### テレビドラマ
NHK
- 銀座わが町（1973年）
- スキッと一心太助（1999年 - 2000年）
- 理想の生活 第19話（2005年）

NTV
- 闘魂（1971年）
  - 第11話
  - 第18話
- 怪奇十三夜 第7話「怪談悲恋の舞扇」（1971年）
- あの橋の畔で（1972年）
  - 第6話「慕情の祈り」
  - 第14話「愛すればこそ」
- 伝七捕物帳（1973年 - 1977年） - お玉
- 俺たちの旅 第41話「生きてる限りせつないのです」（1976年）
- 破れ奉行 第11話「地獄の仕掛花火」（1977年） - お咲
- 新五捕物帳 第34話「おりつの縁談」（1978年） - おはつ
- 事件記者チャボ! 第22話「時効寸前! にげろやにげろ…!?」（1984年）
- 火曜サスペンス劇場
  - 女弁護士 高林鮎子
    - 第3作「新横浜発12時09分の女」（1988年） - 小宮敏子
    - 第17作「支笏湖10時30分の女」（1995年） - コンビニ女房
    - 第24作「東京環状線夏の迷走」（1999年） - 平田勝子

  - 待ち続けた女（1996年）
  - 食卓のある風景（1996年）
  - 新・女検事 霞夕子 第17作「空白のアルバム」（2001年） - 明石峰子
  - だます女だまされる女 第5作「四つ葉のクローバーは不幸の告知」（2003年）

TBS
- 水戸黄門 (ブラザー劇場) 第57話「逃げ出した姫君」（1965年）
- 日高川（1967年）
- お嫁さん
  - 第5シリーズ（1968年）
    - 第3話
    - 第10話

  - 第6シリーズ（1969年）
    - 第17話
    - 第20話
    - 第22話
- さらば夏の日（1971年）
- 赤い激流（1977年）
- すぐやる一家青春記 第6話「男性No1」（1977年）
- 人はそれをスキャンダルという 第10話「母子草」（1979年）
- 六月の危険な花嫁 第2話（1982年）
- 仮面ライダーBLACK 第20話「ライダーの墓場」（1988年） - 花輪園子（アネモネ怪人）
- デパート!夏物語 第6話「ギョッ! 婦人服売場のないしょ話!!」（1991年）
- 天使のように生きてみたい（1992年）
- 水戸黄門 (パナソニック ドラマシアター)
  - 第24部 第5話「母と名乗れぬ女の涙」（1995年） - お竹
  - 第28部 第22話「助っ人助さん 仮祝言」（2000年） - およね
- 月曜ミステリー劇場
  - 人情質屋の事件台帳 第2作「悪徳商法殺人事件」（2002年） - 河村幸江
  - カードGメン・小早川茜 第8作「同姓同名の女たち」（2005年） - 住民
  - 税務調査官・窓際太郎の事件簿 第14作「故郷の高知で殺人事件!! 渦中の人は幼なじみ!? タイムカプセルに隠された46年前の真実」（2006年） - 良子

CX
- 新春一番（1969年）
- 明日天気にしておくれ（1970年）
- 舞妓はん（1971年）
- あしたに駈けろ! 第1話「友よ日はまた昇る」 - 第6話「青春の一番長い日」（1972年）
- 流れ星佐吉 第6話「神になった大泥棒」（1984年）
- 金曜エンタテイメント / 釣りデカ事件簿 海の密室殺人事件（1997年）
- 幸福の明日（2000年）
- 牡丹と薔薇（2004年）

NET→ANB→EX
- どじょっこさん 第8話（1969年）
- 黒い編笠 第40話「五人のくの一」 - 第43話「勢揃い馬っ子祭り」（1969年）
- 冠婚葬祭屋 第2話「ケニヤ式結婚式…ですヨ」（1972年）
- 新・二人の事件簿 暁に駆ける 第29話「約束」（1977年）
- 破れ奉行 第11話「地獄の仕掛花火」（1977年） - お咲
- 特捜最前線
  - 第141話「脱走爆弾犯を見た女!」（1979年）
  - 第324話「紫陽花の見た殺人鬼!」（1983年） - 純子
  - 第506話「橘警部・父と子の十字架」（1987年）
- 赤かぶ検事奮戦記 第1話「父は検事、娘は弁護士」（1980年）
- 長七郎天下ご免! 第83話「頑張れ! 日本橋の福の神」（1981年） - おとみ
- メタルヒーローシリーズ
  - 宇宙刑事ギャバン 第27話「先生たちが変だ! 学校は怪奇がいっぱい」（1982年） - 双葉ケ丘小学校女教師
  - 宇宙刑事シャイダー 第38話「魔少女シンデレラ」（1984年） - シンデレラの義姉役の女優
- 月曜ワイド劇場 / 社宅家族（1983年）
- 超電子バイオマン 第17話「僕は龍宮城を見た」（1984年） - 浦島浜子
- 女ふたり捜査官 第11話「はめられた刑事」（1986年）
- 土曜ワイド劇場
  - 葬儀司会者都築耕平の殺人事件簿・結婚式の霊柩車!!（1994年）
  - 巡査鉄兵の推理日誌 第2作「多数決の殺人目撃者」（2001年）
- はぐれ刑事純情派 第15シリーズ 第17話「お子様ランチ殺人事件!? 高齢出産の女」（2002年）

12ch→TX
- 大江戸捜査網
  - 第3シリーズ
    - 第57話「傷だらけのめぐり逢い」（1974年）
    - 第385話「おんな湯殺人事件」（1981年） - おみつ
    - 第437話「飛脚屋殺し 白い肌の裏切り」（1982年） - おしな

  - 平成版 第2シリーズ 第23話「浮世絵は殺しの匂い」（1992年） - お雪の方
- 女と愛とミステリー
  - 保険調査員・蒲田吟子 第1作「ベランダ殺人事件」（2001年） - 沢井綾子の元同僚
  - 芸能記者・柳田信吉の挑戦 第1作「スター誕生殺人事件」（2003年）
- Cafe吉祥寺で（2008年） - 竹代

### 映画
※全て松竹配給作品
- 海抜0米（1964年）※デビュー作[4]
- 恋人よ（1964年） - 筒井光子
- 夜の片鱗（1964年） - 野本芳江の妹
- 昨日のあいつ今日のおれ（1965年） - 新村家女中
- 素敵な今晩わ（1965年） - 美代子
- 若いしぶき（1965年）
- 若い野ばら（1965年） - 勇一の姉
- 暖春（1965年） - 啓子
- 運が良けりゃ（1966年）
- おはなはん（1966年） - 女中のまき
- 恋と涙の太陽（1966年） - 恵子
- おはなはん 第二部（1966年） - 女中ちよ
- さよなら列車（1966年） - エミ子
- 恋をしようよ カリブの花（1967年） - 石川やすい
- さそり（1967年） - 野田善平の娘
- 恋のメキシカンロック 恋と夢と冒険（1967年） - 徳子
- レッツゴー!高校レモン娘（1967年） - 小沢康子
- 稲妻（1967年） - 女中
- 悪党社員遊侠伝（1968年） - はる駒
- こわしや甚六（1968年） - 青森雪枝
- めくらのお市 地獄肌（1969年） - おたね
- 続・男はつらいよ（1969年）
- 全員集合シリーズ
  - ミヨちゃんのためなら全員集合!!（1969年） - 若い女
  - 誰かさんと誰かさんが全員集合!!（1970年） - ツエ
- 開運旅行（1971年） - 奈美子
- あまから物語 おんなの朝（1971年） - タキ
- 旅路 おふくろさんより（1971年） - 千代
- 喜劇 命のお値段（1971年） - リンダ
- 喜劇 新婚大混線（1972年） - 女中
- 喜劇 怪談旅行（1972年） - 敬子
- 愛ってなんだろ（1973年） - 昌江

### 舞台
- 女のてなもんや三度笠
- 化粧
- 東京・浅草・キネマクラブ
- 水前寺清子公演
- 小林幸子公演
- 細川たかし公演